# Philippe Brobeck
 (octobre 2008).
Si vous disposez d'ouvrages ou d'articles de référence ou si vous connaissez des sites web de qualité traitant du thème abordé ici, merci de compléter l'article en donnant les références utiles à sa vérifiabilité et en les liant à la section « Notes et références ».
Philippe Brobeck né le 24 juin 1953 à Belfort (90), peintre de tableaux marins originaire de l'est de la France.

## Biographie
Philippe Brobeck est né le 24 juin 1953 à Belfort. Peintre et poète marin, il est issu d’une famille d’artistes, de musiciens de par sa mère qui lui initie le goût du dessin et de l’aquarelle. Famille où s’exercent régulièrement à la fois la musique et la peinture.
Le grand père maternel, militaire de carrière, est peintre et musicien à ses loisirs et bon nombre des membres familiaux s’emploient aux pratiques de ces domaines conjugués.
Le jeune Brobeck enfant dessine en perspective à l’âge de 5 ans et réalise le portrait de sa mère à l’âge de 11 ans.
Durant son périple scolaire du primaire apparaissent également les embryons d’un goût certain pour la poésie et la littérature. Pourtant la pratique est bien vite éteinte par ses parents qui doutent et ne comprennent pas une telle expression chez l ‘enfant qu’il est alors.
Médiocre élève à l’école, en butte aux problèmes de couple de ses parents, l’adolescent s’oriente à l’âge de 16 ans vers un engagement dans la Marine Nationale qu’il intègre comme apprenti mécanicien de la Flotte dans l’école militaire du même nom à Saint-Mandrier-sur-mer (Ecole des apprentis mécaniciens de la Marine Nationale).
A sa sortie au début des années 70, il passe quelques années à naviguer à travers le monde entier comme mécanicien de chaufferie sur divers bâtiments militaires avec plusieurs séjours prolongés en Polynésie où il participe aux essais nucléaires de la France et navigue dans l’Océan Indien. Périodes qui lui forment le goût exotique que l’on retrouve dans une partie de son œuvre peinte et écrite et de l’élément marin. Périodes dont il ne reviendra pas hélas intact puisque obligé de quitter la Marine atteint d’ une maladie cardiaque chronique contractée en service.
En 1972, lors d’un séjour à l’hôpital militaire Sainte-Anne de Toulon, il rencontre le peintre toulonnais Eugène Baboulène, fréquente son atelier puis il poursuit une formation autodidacte et ubiquitaire dans les domaines de l’histoire de l’art religieux du Moyen-Age (art roman et art gothique) et parallèlement dans le domaine de l’art contemporain, peinture, sculpture, textes critiques pour des artistes, photographie, poésie…
En 1993, après une période passée à écrire de la poésie (non publiée), il se tourne vers une production artistique liée aux domaines marins. Un art marin exprimé sous la forme conjuguée de la poésie, de la peinture à l’huile, de la gouache, de l’aquarelle et surtout des crayons de couleurs Caran d'Ache dont il est un des rares artistes marins spécialistes reconnus pratiquant primé à plusieurs reprises pour cette technique qu’il affectionne particulièrement.
 Il entreprend également  la rédaction depuis 1991 d’un codex constitué de carnets de voyages écrits, aquarellés ou crayonnés, codex à la quintessence affirmée d’une réalité marine poétique rencontrée sur la pratique de chemins côtiers parcourus le long du littoral à pied.
"LE JOURNAL DES BORDS” ou codex “AD LUCEM PER MARE” est une œuvre littéraire et poétique non publiée et à usage interne, elle est constituée à ce jour de 17 volumes elle est une représentation de différentes métamorphoses d’univers maritimes réels vécus à travers l’art la contemplation, la composition et la mémoire des océans, ceci en une recherche hédoniste constante d’une quête intérieure permanente d’élévations spirituelles :
“…L’art de l’océan se promène en moi, c’est ainsi que je me promène en lui, cela restitue une zone où ses images sont mes images, puis mes images restituent des vagues irrégulières de formes qui arrivent le long du bord avec ce mouvement nécessaire à la conduite d’une forme d’art…”
 Ou:
“…Regarder la mer c’est tenter d’apercevoir un passage du fond de soi vers une surface possible de soi…”                                                      
 . Philippe Brobeck est également un peintre de marines témoin de son temps, portraitiste de navires divers représentatifs de son époque, autre secteur constitué de la panoplie du genre artistique de l’art maritime actuel
. Il est également - et ceci dans la lignée et la tradition marine des dessinateurs d’humour marin qui l’ont précédé tel Henri Gervèse, Pierre Péron, Luc-Marie Bayle… - un dessinateur d’humour émérite reconnu, genre qu’il n’a jamais hésité à pratiquer dans ce domaine qu’est le comique troupier marin, dessins faits à l’usage de ses anciens camarades de la Flotte qu’il a copieusement et affectueusement arrosés durant les années de ses dessins.

## Divers
- Don en 2003 à la ville de Metz d'une aquarelle pour le jumelage de cette cité avec la frégate MN F714 Guépratte.
- acquisition par le musée de Pontarlier en 2003.
- Sociétaire de salons parisiens dit "historiques" et auxquels il expose régulièrement, il participe également à des expositions nationales et internationales.